# 奧廖爾河
奧廖爾河是俄羅斯的河流，屬於蘇塔姆河的支流，由薩哈共和國負責管轄，河道全長186公里，流域面積約4,060平方公里，發源自外興安嶺，河水主要來自融雪和雨水。